# Puchar Islandii w piłce siatkowej mężczyzn (2023/2024)
Puchar Islandii w piłce siatkowej mężczyzn 2024 (oficjalnie Kjörísbikar karla 2024) – 50. edycja rozgrywek o siatkarski Puchar Islandii zorganizowana przez Islandzki Związek Piłki Siatkowej (Blaksamband Íslands, BLÍ). Zainaugurowana została 17 stycznia. Uczestniczyło w niej 9 zespołów.
Rozgrywki składały się z I rundy, ćwierćfinałów oraz turnieju finałowego, w ramach którego rozegrane zostały półfinały i finał. We wszystkich rundach rywalizacja toczyła się w systemie pucharowym, a o awansie decydowało jedno spotkanie.
Turniej finałowy odbył się w dniach 16-17 lutego w hali sportowej Digranes w Kópavogurze. Po raz czwarty, jednocześnie czwarty raz z rzędu, Puchar Islandii zdobył klub Hamar, który w finale pokonał Þróttur Fjarðabyggð. MVP finału wybrany został Damian Sąpór.

## System rozgrywek
Rozgrywki o Puchar Islandii w sezonie 2023/2024 składały się z I rundy, ćwierćfinałów, półfinałów i finału. We wszystkich rundach rywalizacja toczyła się systemem pucharowym, a o awansie w parze decydowało jedno spotkanie.
Przed każdą rundą przeprowadzane było losowanie wyłaniające pary meczowe. Losowanie I rundy odbyło się 1 grudnia, ćwierćfinałów – 12 stycznia, natomiast półfinałów – 5 lutego.

## Drużyny uczestniczące
W Pucharze Islandii w sezonie 2023/2024 uczestniczyło 9 drużyn grających w Unbrokendeild i 2. deild.
| Unbrokendeild (8 drużyn)       | Unbrokendeild (8 drużyn) |
| ------------------------------ | ------------------------ |
| Afturelding                    | ćwierćfinał              |
| Hamar                          | zwycięstwo               |
| HK                             | ćwierćfinał              |
| KA                             | półfinał                 |
| Stál-úlfur                     | półfinał                 |
| Þróttur Fjarðabyggð            | finał                    |
| Vestri                         | ćwierćfinał              |
| Völsungur/Efling               | ćwierćfinał              |
| 2. deild (1 drużyna)           |                          |
| Blakfélag Hafnarfjarðar Drekar | I runda                  |

## Rozgrywki

### I runda
| 17.01.2024 20:30 (UTC±0) | Blakfélag Hafnarfjarðar Drekar | 2:3 (26:24, 15:25, 25:21, 23:25, 9:15) raport | Stál-úlfur | Ásvellir, Hafnarfjörður Widzów: 50 Sędziowie: Zdravko Demirev i Mateusz Klóska |

### Ćwierćfinały
| 2.02.2024 19:30 (UTC±0) | Afturelding | 1:3 (25:23, 22:25, 21:25, 19:25) raport | Þróttur Fjarðabyggð | Íþróttamiðstöðin að Varmá, Mosfellsbær Widzów: 50 Sędziowie: Jón Ólafur Valdimarsson i Árni Jón Eggertsson |

| 3.02.2024 14:00 (UTC±0) | Vestri | 0:3 (22:25, 15:25, 22:25) raport | Hamar | Íþróttahúsið Torfnesi, Ísafjörður Widzów: 100 Sędziowie: Sævar Már Guðmundsson i Guðný Rut Guðnadóttir |

| 3.02.2024 15:30 (UTC±0) | HK | 1:3 (20:25, 20:25, 25:19, 19:25) raport | KA | Íþróttahúsið Digranes, Kópavogur Widzów: 40 Sędziowie: Ólafur Jóhann Júlíusson i Árni Jón Eggertsson |

| 4.02.2024 15:00 (UTC±0) | Stál-úlfur | 3:0 (25:21, 25:20, 25:22) raport | Völsungur/Efling | Íþróttahúsið Fagrilundur, Kópavogur Widzów: 15 Sędziowie: Zdravko Demirev i Árni Jón Eggertsson |

### Półfinały
| 16.02.2024 17:00 (UTC±0) | KA | 2:3 (19:25, 26:28, 25:22, 25:19, 10:15) raport | Hamar | Íþróttahúsið Digranes, Kópavogur Widzów: 179 Sędziowie: Kristján Geir Guðmundsson i Sigurfinnur Líndal Stefánsson |

| 16.02.2024 19:30 (UTC±0) | Þróttur Fjarðabyggð | 3:2 (25:16, 16:25, 27:25, 21:25, 15:13) raport | Stál-úlfur | Íþróttahúsið Digranes, Kópavogur Widzów: 170 Sędziowie: Árni Jón Eggertsson i Þorvarður Sigurbjörnsson |

### Finał
| 17.02.2024 15:30 (UTC±0) | Hamar | 3:0 (25:19, 25:17, 25:16) raport | Þróttur Fjarðabyggð | Íþróttahúsið Digranes, Kópavogur Widzów: 200 Sędziowie: Jón Ólafur Valdimarsson i Guðný Rut Guðnadóttir |